# Wide Area Network
Una rete geografica o wide area network (WAN) è una rete di telecomunicazioni che si estende su una grande distanza geografica per lo scopo principale della rete di computer. Per definizione, la WAN è una rete che attraversa regioni, Paesi o addirittura il mondo. Le reti geografiche sono spesso stabilite con circuiti di telecomunicazione in affitto. Le imprese, l'istruzione e le entità governative utilizzano reti di area vasta per trasmettere dati a personale, studenti, clienti, acquirenti e fornitori da varie località in tutto il mondo. In sostanza, questa modalità di telecomunicazione consente a un'impresa di svolgere efficacemente la propria funzione quotidiana indipendentemente dalla posizione. Internet può essere considerato una WAN, ed è la WAN più estesa e conosciuta al mondo. Tipi simili di reti sono reti di area personale (PAN), reti locali (LAN), reti di area di campus (CAN) o reti di area metropolitana (MAN), le quali sono solitamente limitate a un'area specifica (stanza, edificio, campus o metropoli).

## Descrizione
Si tratta più precisamente di una rete di trasporto che può connettere fra loro più reti locali e/o metropolitane collegate tra loro da backbone. Molte WAN sono costruite per una particolare organizzazione e sono private come ad esempio la rete GARR. La più grande WAN mai realizzata, Internet, una rete di computer che copre l'intero pianeta, è invece ad accesso pubblico. La funzionalità delle WAN è generalmente la connessione (in forma communication subnet o semplicemente subnet, che in genere appartiene ad una compagnia telefonica o a un ISP). In ambito commerciale, i grandi carrier ISP nazionali (ovvero i provider di primo livello che poi rivendono il servizio di connessione internet ai provider di secondo livello o, direttamente, ai grandi clienti utilizzatori) sono i fornitori dotati di backbone proprietaria (ad esempio, per l'Italia Tim).
La subnet si compone di linee di trasmissione e di elementi di commutazione. Le linee di trasmissione spostano i bit e possono essere realizzate in fibra ottica, con collegamenti radio, in rame o altro, mentre gli elementi di commutazione sono computer specializzati che collegano più linee di commutazione (router ad esempio). Per il trasporto dati su tali reti si utilizzano in genere protocolli di rete come Frame Relay e ATM o anche tecniche PDH e SDH. Negli apparati di rete la porta WAN è l'interfaccia (di tipo RJ45) che serve per il collegamento in cascata atto a sfruttare una linea internet, ad esempio tra un router e un modem (o un modem/router affacciato su internet che funzionerebbe da gateway al secondo router connesso in cascata mediante la porta WAN).
Tuttavia, in termini di applicazione di protocolli e concetti di reti di computer, potrebbe essere preferibile visualizzare le WAN come tecnologie di rete di computer utilizzate per trasmettere dati su lunghe distanze e tra diverse LAN, MAN e altre architetture di reti di computer localizzate. Questa distinzione deriva dal fatto che le tecnologie LAN comuni che operano a livelli inferiori del modello OSI (come le forme di Ethernet o Wi-Fi) sono spesso progettate per reti fisicamente prossime e quindi non possono trasmettere dati su decine, centinaia o addirittura migliaia di migliaia o chilometri.
Le WAN non collegano necessariamente solo LAN fisicamente disparate. Una CAN, ad esempio, può avere una dorsale localizzata di una tecnologia WAN, che collega diverse LAN all'interno di un campus. Questo potrebbe essere per facilitare le applicazioni con larghezza di banda più elevata o fornire una migliore funzionalità per gli utenti nella CAN. Le WAN sono utilizzate per connettere LAN e altri tipi di reti in modo tale che utenti e computer in un'unica posizione possano comunicare con utenti e computer in altre posizioni. Molte WAN sono costruite per una particolare organizzazione e sono private. Altri, creati dai provider di servizi Internet, forniscono connessioni dalla LAN di un'organizzazione a Internet. Le WAN sono spesso costruite usando linee affittate. Ad ogni estremità della linea dedicata, un router collega la LAN su un lato con un secondo router all'interno della LAN sull'altro. 
Le linee affittate possono essere molto costose. Invece di utilizzare linee dedicate, le WAN possono anche essere costruite utilizzando metodi di commutazione di circuito o di commutazione di pacchetti meno costosi. I protocolli di rete incluso TCP / IP forniscono funzioni di trasporto e indirizzamento. I protocolli che includono Packet over SONET / SDH, Multiprotocol Label Switching (MPLS), Asynchronous Transfer Mode (ATM) e Frame Relay sono spesso utilizzati dai fornitori di servizi per fornire i collegamenti utilizzati nelle WAN. X.25 era un importante protocollo WAN iniziale ed è spesso considerato il "nonno" di Frame Relay poiché molti dei protocolli e funzioni sottostanti di X.25 sono ancora in uso oggi (con aggiornamenti) da Frame Relay. La ricerca accademica in reti geografiche può essere suddivisa in tre aree: modelli matematici, emulazione di rete e simulazione di rete. I miglioramenti delle prestazioni vengono talvolta forniti tramite servizi di file di area ampia o ottimizzazione WAN.

## Connettività
Molte tecnologie sono disponibili per collegamenti di reti geografiche. Gli esempi includono linee telefoniche a commutazione di circuito, trasmissione a onde radio e fibra ottica. I nuovi sviluppi nelle tecnologie hanno successivamente aumentato i tassi di trasmissione. In ca. 1960, una linea a 110 bit / s (bit al secondo) era normale ai margini della WAN, mentre i collegamenti core di 56 kbit / s a 64 kbit / s erano considerati veloci. A partire dal 2014, le persone sono collegate a Internet con Dial-Up, ADSL, cavo, Wimax, 4G o fibra. Le velocità che le persone possono attualmente utilizzare vanno da 28,8 kbit / s attraverso un modem a 28K su una connessione telefonica a velocità fino a 100 Gbit / s su una connessione Ethernet da 100GBaseY. Le seguenti tecnologie di comunicazione e networking sono state utilizzate per implementare le WAN.
- Asynchronous Transfer Mode
- Cable modem
- Dial-up internet
- Digital subscriber line
- Fiber-optic communication
- Frame Relay
- ISDN
- Leased line
- SD-WAN
- Synchronous optical networking
- X.25

### 400 Gigabit Ethernet
AT & T ha condotto test nel 2017 per l'uso aziendale di 400 gigabit Ethernet. I ricercatori Robert Maher, Alex Alvarado, Domaniç Lavery e Polina Bayvel dell'University College di Londra sono riusciti ad aumentare la velocità di rete a 1,125 terabit al secondo. Christos Santis, il dottor Scott Steger, Amnon Yariv, Martin ed Eileen Summerfield hanno sviluppato un nuovo laser che quadruplica le velocità di trasferimento con fibre ottiche. Se queste due tecnologie fossero combinate, si potrebbe potenzialmente raggiungere una velocità di trasferimento fino a 4,5 terabit al secondo.